# サンシャインフォーエヴァー
サンシャインフォーエヴァー（欧字名:Sunshine Forever、1985年3月14日 - 2014年1月7日）は、アメリカ合衆国で生産・調教された競走馬、種牡馬。アメリカの芝路線で活躍し、1988年エクリプス賞最優秀芝牡馬に選出されている。

## 経歴

### 競走馬時代
1987年8月にジェリー・ベイリーが騎乗しデビュー。ダート競走を中心に5走使われたが1勝もできなかった。
1988年からは芝路線へ転向。騎手もアンヘル・コルデロ・ジュニアへ乗り替わり安定した成績を残すようになる。4月に初勝利を挙げると一般競走にも勝利し連勝。重賞初挑戦となったサラナクステークス (G2) では2着と好走。一般競走勝利をはさんで、6月のヒルプリンスステークス (G3) で重賞初制覇、続くレキシントンステークス (G2) にも勝利し重賞を連勝した。秋にはマンノウォーステークス、ターフクラシック招待、バドワイザーインターナショナルとG1競走を3連勝。ブリーダーズカップ・ターフでは2着に敗れたものの、この年のエクリプス賞最優秀芝牡馬に選出された。
1989年も現役を続けたが6戦未勝利に終わり、この年を最後に引退した。

### 種牡馬時代
引退後はダービーダンファームで種牡馬入りした。しかしサンフアンカピストラーノハンデキャップ優勝馬サンシャインストリートを出した程度に終わり、1996年に日本へと輸出、CBスタッドで繋養された。だが日本でも地方競馬で重賞優勝馬を1頭出しただけでこれといった活躍馬はおらず、2004年に種牡馬を引退。その後功労馬保護団体オールドフレンズによってアメリカへと買い戻され、同地で余生を過ごしていたが、2014年1月7日に死亡した。

## おもな産駒
- 1995年産
  - Sunshine Street / サンシャインストリート（サンフアンカピストラーノハンデキャップ）
- 1998年産
  - シングルトラック（クラウンカップ）

## ブルードメアサイアーとしての産駒
- 2001年産
  - マルターズヒート（フェアリーステークス）
- 2005年産
  - ミスティックダイヤ（道営スプリント）

## エピソード
種牡馬入りの際、日本の早田牧場から購入のオファーがあったが、所有者のダービーダンファームは優れた競走成績を残した本馬に高値をつけたため交渉は決裂。そこで早田牧場が代替種牡馬として購入したのがいとこのブライアンズタイムである。ブライアンズタイムは日本で種牡馬として大きな成功を収めたが、その後輸入された本馬の種牡馬成績は前述の通りブライアンズタイムには遠く及ばなかった。

## 血統表
| サンシャインフォーエヴァーの血統 | サンシャインフォーエヴァーの血統                                                | サンシャインフォーエヴァーの血統                                                | （血統表の出典）                                                                | （血統表の出典） |
| 父系                             | ロベルト系                                                                      | ロベルト系                                                                      | ロベルト系                                                                      | [ § 2 ]          |
| 父 Roberto 1969 鹿毛             | 父の父Hail to Reason 1958 黒鹿毛                                                | Turn-to                                                                         | Royal Charger                                                                   | Royal Charger    |
| 父 Roberto 1969 鹿毛             | 父の父Hail to Reason 1958 黒鹿毛                                                | Turn-to                                                                         | Source Sucree                                                                   |                  |
| 父 Roberto 1969 鹿毛             | 父の父Hail to Reason 1958 黒鹿毛                                                | Nothirdchance                                                                   | Blue Swords                                                                     | Blue Swords      |
| 父 Roberto 1969 鹿毛             | 父の父Hail to Reason 1958 黒鹿毛                                                | Nothirdchance                                                                   | Galla Colors                                                                    |                  |
| 父 Roberto 1969 鹿毛             | 父の母Bramalea 1959 黒鹿毛                                                      | Nashua                                                                          | Nasrullah                                                                       | Nasrullah        |
| 父 Roberto 1969 鹿毛             | 父の母Bramalea 1959 黒鹿毛                                                      | Nashua                                                                          | Segula                                                                          |                  |
| 父 Roberto 1969 鹿毛             | 父の母Bramalea 1959 黒鹿毛                                                      | Rarelea                                                                         | Bull Lea                                                                        | Bull Lea         |
| 父 Roberto 1969 鹿毛             | 父の母Bramalea 1959 黒鹿毛                                                      | Rarelea                                                                         | Bleebok                                                                         |                  |
| 母 Outward Sunshine 1974 栗毛    | 母の父Graustark 1963 栗毛                                                       | Ribot                                                                           | Tenerani                                                                        | Tenerani         |
| 母 Outward Sunshine 1974 栗毛    | 母の父Graustark 1963 栗毛                                                       | Ribot                                                                           | Romanella                                                                       |                  |
| 母 Outward Sunshine 1974 栗毛    | 母の父Graustark 1963 栗毛                                                       | Flower Bowl                                                                     | Alibhai                                                                         | Alibhai          |
| 母 Outward Sunshine 1974 栗毛    | 母の父Graustark 1963 栗毛                                                       | Flower Bowl                                                                     | Flower Bed                                                                      |                  |
| 母 Outward Sunshine 1974 栗毛    | 母の母Golden Trail 1958 黒鹿毛                                                  | Hasty Road                                                                      | Roman                                                                           | Roman            |
| 母 Outward Sunshine 1974 栗毛    | 母の母Golden Trail 1958 黒鹿毛                                                  | Hasty Road                                                                      | Traffic Court                                                                   |                  |
| 母 Outward Sunshine 1974 栗毛    | 母の母Golden Trail 1958 黒鹿毛                                                  | Sunny Vale                                                                      | Eight Thirty                                                                    | Eight Thirty     |
| 母 Outward Sunshine 1974 栗毛    | 母の母Golden Trail 1958 黒鹿毛                                                  | Sunny Vale                                                                      | Sun Mixa F-No.4-r                                                               |                  |
| 母系(F-No.)                      | 4号族(FN:4-r)                                                                   | 4号族(FN:4-r)                                                                   | 4号族(FN:4-r)                                                                   | [ § 3 ]          |
| 5代内の近親交配                  | Sir Gallahad III5x5=6.25% Nearco5x5=6.25%（父内）Blue Larkspur5x5=6.25%（父内） | Sir Gallahad III5x5=6.25% Nearco5x5=6.25%（父内）Blue Larkspur5x5=6.25%（父内） | Sir Gallahad III5x5=6.25% Nearco5x5=6.25%（父内）Blue Larkspur5x5=6.25%（父内） | [ § 4 ]          |
| 出典                             | 1. 2. 3. 4.                                                                     | 1. 2. 3. 4.                                                                     | 1. 2. 3. 4.                                                                     | 1. 2. 3. 4.      |

### 血統背景
ブライアンズタイムとは父が同じロベルト、母アウトワードサンシャインはブライアンズタイムの母ケリーズデイの全妹とほぼ同じ血統構成となっている。ほかにはアメリカの成功種牡馬ダイナフォーマーとも父が同じ、母の父が全兄弟、同じ牝系と似通った血統である。